# DRESS (工藤静香のアルバム)
『DRESS』（ドレス）は、工藤静香の通算12枚目のスタジオ・アルバム。1997年3月19日発売。発売元はポニーキャニオン。

## 解説
ヒット曲「激情」（1996年11月7日）を含むオリジナル・アルバム。
1曲目の「赤いドレス」は吉川忠英によるアコースティック・ギターのみによるシンプルな作品。
本作を引っ提げ4年振りとなる全国ツアー『工藤静香 1997 DRESS CONCERT TOUR』（10公演）を敢行。

## 収録曲
| 全作詞: 愛絵理（M-6, 作詞: 中島みゆき）。 |                                               |                                  |                  |          |      |
| #                                         | タイトル                                      | 作詞                             | 作曲             | 編曲     | 時間 |
| 1.                                        | 「赤いドレス」                                | 愛絵理（M-6, 作詞: 中島みゆき ） | 西司             | 吉川忠英 | 3:00 |
| 2.                                        | 「銀の爪」                                    | 愛絵理（M-6, 作詞: 中島みゆき ） | 松本俊明         | 松浦晃久 | 4:44 |
| 3.                                        | 「Poison Kiss」(コーラスアレンジ: 佐々木久美) | 愛絵理（M-6, 作詞: 中島みゆき ） | 寺田一郎         | CHOKKAKU | 4:46 |
| 4.                                        | 「おたより」                                  | 愛絵理（M-6, 作詞: 中島みゆき ） | 松浦晃久・蛎崎弘 | 松浦晃久 | 5:43 |
| 5.                                        | 「微熱」                                      | 愛絵理（M-6, 作詞: 中島みゆき ） | はたけ           | CHOKKAKU | 4:33 |
| 6.                                        | 「激情」                                      | 愛絵理（M-6, 作詞: 中島みゆき ） | 中島みゆき       | 瀬尾一三 | 4:38 |
| 7.                                        | 「例えば」(コーラスアレンジ: 佐々木久美)      | 愛絵理（M-6, 作詞: 中島みゆき ） | はたけ           | CHOKKAKU | 5:15 |
| 8.                                        | 「摩天楼」                                    | 愛絵理（M-6, 作詞: 中島みゆき ） | 松本俊明         | 松浦晃久 | 4:38 |
| 9.                                        | 「Flash Back」                                | 愛絵理（M-6, 作詞: 中島みゆき ） | 松本俊明         | 澤近泰輔 | 5:41 |
| 10.                                       | 「eternity」                                  | 愛絵理（M-6, 作詞: 中島みゆき ） | 松浦晃久         | 松浦晃久 | 2:55 |
| 合計時間:                                 | 合計時間:                                     | 合計時間:                        | 合計時間:        | 45:53    |      |

## 関連作品
- 微熱
  - Best of Ballade カレント
- 激情
  - 激情　（28thシングル）
  - She Best of Best
  - ミレニアム・ベスト
  - Shizuka Kudo 20th Anniversary the Best